# 近大キャビア
近大キャビア（きんだいキャビア）は、キャビアのブランド。アーマリン近大が販売を行っている。

## 概要
1995年から近畿大学水産研究所新宮実験場で開発が始められて、2004年に販売が始められた。
1995年より近畿大学水産研究所新宮実験場では、オオチョウザメの雌とコチョウザメの雄の交配種の養殖に着手する。温度調整や薬品を使用しないことによって成長を促進させて、自然に近い状態で時間をかけて育ててきた。この成果で13年6ヶ月目で卵を取ることができた。この卵を取り出した直後に塩漬けして冷凍保存して瓶詰されたものが近大キャビアである。
2018年に近畿大学水産研究所新宮実験場は、近大キャビアの量産を目指して従来飼育してきたベステルに代えてシベリアチョウザメの飼育研究を開始。ベステルでは永続的な養殖が難しいため、シベリアチョウザメの購入に踏み切った。2017年12月にドイツからシベリアチョウザメの受精卵を入手していた。シベリアチョウザメは5年程度で採卵できて、キャビアに加工しても味には遜色は無い。
チョウザメは孵化してから半年が過ぎた頃にやっと精巣か卵巣が発達するため雄と雌の判別が難しい。このため雄も3歳頃までは育て続ける必要があり効率性の悪さがあった。そこで2022年5月よりチョウザメを全て雌にして採れるキャビアを2倍にする研究が始められる。生殖腺が発達していない生後2ヶ月のコチョウザメにゲニステインを含んだ餌を半年間与え続けて、与え続けたグループから無造作に選んだ固体の生殖器を調べると、雄の遺伝子を持つ全てで卵巣を確認できた。
2023年4月より宮崎県水産試験場内水面支場と近畿大学水産研究所が、雌だけを飼育できるようにする共同研究が始められる。雄は商業的価値が低いものの、性別を区別できるようになるまで飼育する必要があり餌代がかさんでいたため。そして同年12月に雌しか産まないとされる超メスという固体の選別に成功したと発表される。これでキャビア生産の効率化が期待できるとする。このことで1000匹を養殖する場合の餌代で従来より500万円程度の経費削減ができる。